# Sapromyza hirtiloba
Sapromyza hirtiloba is een vliegensoort uit de familie van de Lauxaniidae. De wetenschappelijke naam van de soort is voor het eerst geldig gepubliceerd in 1949 door Frey.